# Canton de Tarbes-4
Le canton de Tarbes-4 est un ancien canton français situé dans le département du Hautes-Pyrénées. Il était composé d'une partie de Tarbes.

## Histoire
Le canton a été créé par décret du 23 juillet 1973 réorganisant les cantons de Tarbes-Nord et Tarbes-Sud.
Par décret du 25 février 2014, le nombre de cantons du département est divisé par deux, avec mise en application aux élections départementales de mars 2015. Le canton de Tarbes-4 est supprimé par ce décret.

## Composition
Lors de sa création, le canton de Tarbes-IV était constitué de la portion de territoire de la ville de Tarbes déterminée au Nord par la gare S. N. C. F., à l'Ouest par la ligne ferroviaire Tarbes—Bayonne, au Sud par la rue François-Marquès, la rue Sainte-Catherine, la promenade du Pradeau et le cours de Reffye et à l'Est par la rue Massey et la place de Verdun.

## Représentation
| Période | Période | Identité             | Étiquette             | Qualité                                                                                            |
| ------- | ------- | -------------------- | --------------------- | -------------------------------------------------------------------------------------------------- |
| 1973    | 1976    | Christian Partimbène | RI puis DVD           | Entrepreneur Ancien conseiller municipal de Tarbes                                                 |
| 1976    | 1994    | Jean Vieu            | PCF                   | Conducteur principal de locomotives Adjoint au maire de Tarbes (1983-1995)                         |
| 1994    | 2008    | Jean-François Calvo  | RPR puis UMP puis UDF | Professeur Député de 1993 à 1997 Conseiller municipal de Tarbes                                    |
| 2008    | 2015    | Virginie Siani       | PS                    | Médecin au Centre hospitalier de Tarbes Députée-suppléante Elue en 2015 dans le Canton de Tarbes-1 |